# Нейрокомп'ютерний інтерфейс

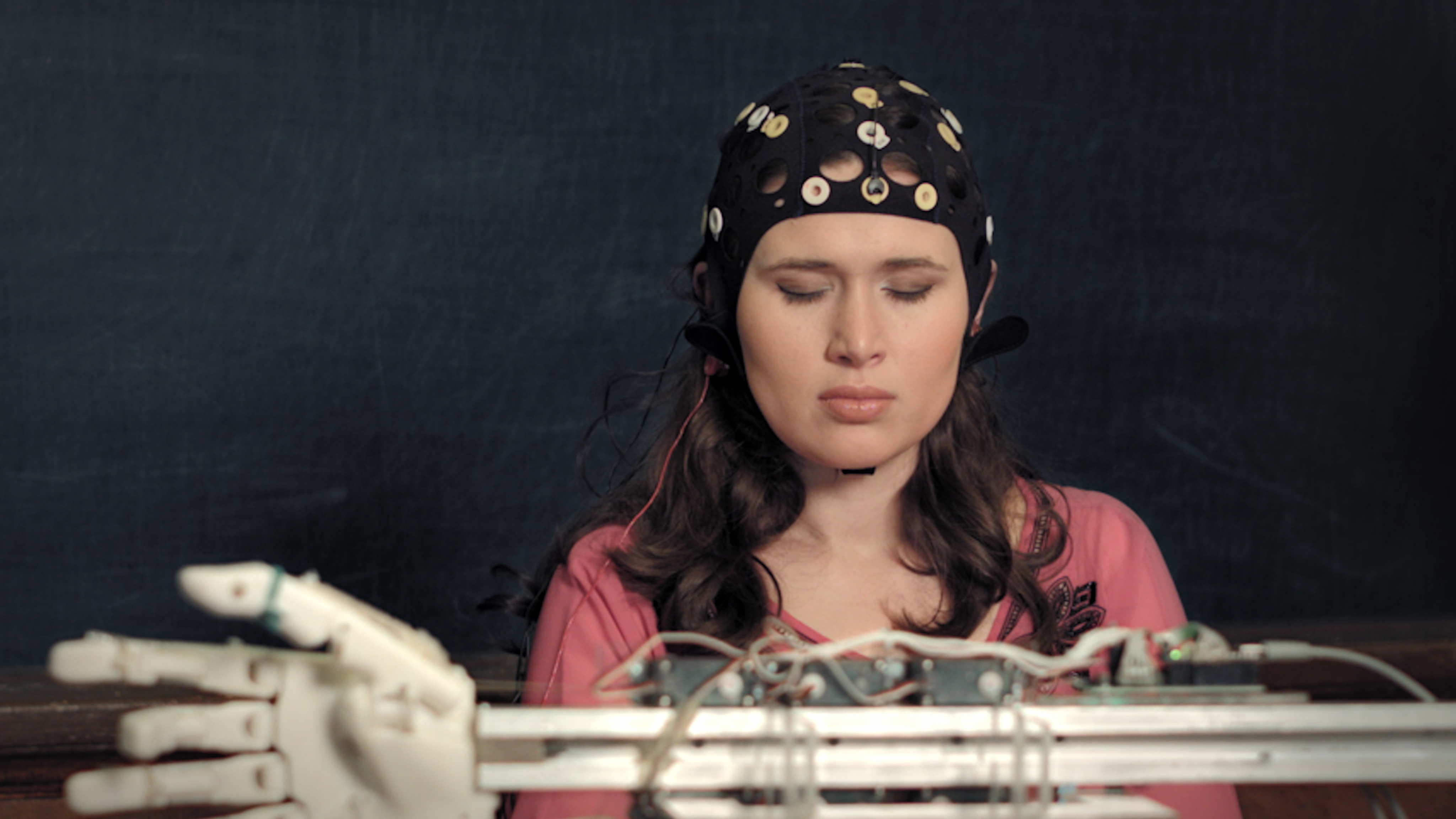
Демонстрація технології. Управління пластиковою рукою за допомогою думки.

Нейрокомп'ютерний інтерфейс (НКІ) (нейронний інтерфейс, мозковий інтерфейс) — система, створена для обміну інформацією між мозком і електронним пристроєм (наприклад, комп'ютером).
Дослідження і розробка НКІ є напрямком міждисциплінарної співпраці таких наукових дисциплін, як нейронаука, біомедична інженерія, біомедицина та інженерія, що охоплює різноманітний набір методологій, спрямованих на встановлення прямого зв’язку між мозком людини та зовнішніми пристроями, революціонізуючи нашу взаємодію з технологіями та розширюючи людські можливості. За своєю суттю, пристрої НКІ використовують розуміння сигналів мозку, декодування нейронних патернів і перетворення їх у дієві команди. Цей процес передбачає глибоке розуміння нейрофізіології, у поєднанні з передовими інженерними рішеннями для захоплення, обробки та інтерпретації цих складних нейронних сигналів.
Удосконалення сенсорних технологій, алгоритмів обробки сигналів і матеріалознавства стимулювали розвиток інвазивних НКІ (проникаючих в мозок), частково інвазивних (проникаючих в мозковий череп — електрокортикографічні та ендоваскулярні), і неінвазивних НКІ (завдяки ЕЕГ тощо), розширюючи їх застосування в різних областях. Також, НКІ можуть бути одно- чи двонаправленні. У односпрямованих інтерфейсах зовнішні пристрої можуть або приймати сигнали від мозку, або посилати йому сигнали (наприклад, імітуючи сітківку ока при відновленні зору зоровим нейропротезом). Двонаправлені інтерфейси дозволяють мозку і зовнішнім пристроям обмінюватися інформацією в обох напрямках. В основі нейро-комп'ютерного інтерфейсу часто використовується принцип біологічного зворотного зв'язку.
Застосування НКІ в медицині та охороні здоров'я включають нейропротезування, допоміжні технології для людей з обмеженими можливостями та застосування в нейрореабілітації. Завдяки НКІ можливо досліджувати, картографувати, асистувати, посилювати і відновлювати когнітивні або сенсорно-моторні функції людини.
Окрім застосування в сферах медицини та охорони здоров'я, НКІ є перспективною технологією для розширення можливостей людини, забезпечуючи прямий зв’язок між мозком і зовнішніми пристроями, сприяючи розширеному сенсорному сприйняттю, когнітивним здібностям і моторному контролю. Крім того, НКІ мають  потенціал відігравати ключову роль у встановленні зв’язку між індивідуальним пізнанням людини та величезними можливостями штучного інтелекту, включно з сильним штучним інтелектом (AGI), сприяючи синергічній співпраці для розширення когнітивних горизонтів і можливостей вирішення проблем в еру технологічної сингулярності.

## Історія
Вивчення підстав, на яких базується нейро-комп'ютерний інтерфейс, сягає корінням у вчення І. П. Павлова про умовні рефлекси і регулюючої ролі кори мозку. Розвиваючи ці ідеї, П. К. Анохін з 1935 року показав, що принципу зворотного зв'язку належить вирішальна роль в регулюванні як вищих пристосувальних реакцій людини, так і його внутрішнього середовища. У результаті була розроблена теорія функціональних систем, потенціал використання якої в нейро-комп'ютерних інтерфейсах далеко не вичерпаний.
Пол Бах-і-Ріта показав в середині 1960-х, що різні ділянки мозку людини можуть реорганізовуватись для компенсації різних сенсорних дефектів областей, пошкоджених інсультом, фактично довевши практичну нейропластичність в реабілітації. Він створив прилади, які дозвляли сліпим людям "бачити" спиною, а пацієнтам з пошкодженим вестибулярним апаратом утримувати рівновагу.
Великий внесок внесли роботи Н. П. Бехтеревої з 1968 по 2008 рр. з розшифровки мозкових кодів психічної діяльності, що продовжуються до теперішнього часу її послідовниками, в тому числі, з позицій нейрокібернетики і офтальмонейрокібернетики.
Дослідження нейро-комп'ютерного інтерфейсу почалися в 1970-х роках в Каліфорнійському університеті в Лос-Анджелесі (UCLA), з експериментів, проведених на тваринах, щоб створити новий, прямий шлях зв’язку між зовнішнім середовищем (або пристроями) і мозком. Дослідницькі групи, що очолювалися Шмідтом, Фетзом і Бейкером в 1970-х встановили, що мавпи можуть швидко навчатися вибірково контролювати швидкість реакції, використовуючи замкнене операційне позицінування, навчальний метод покарання і нагород. Дослідження Хосе Дельгадо стимуляції мозку в 1960-1970-хх роках також привнесли значне розуміння в цю галузь.
В 1980-х Апостолос Георгопоулос з Університету Хопкінса виявив математичну залежність між електричними відповідями окремих нейронів кори головного мозку макаки і напрямком, в якому тварини рухали свої кінцівки. Він також виявив, що різні групи нейронів у різних областях головного мозку спільно контролювали рухові команди, але були здатні реєструвати електричні сигнали від збуджених нейронів тільки в одній області одночасно. Причиною того є технічно обмежене обладнання дослідника.
З середини 1990-х років почався швидкий розвиток НКІ. Після багаторічних експериментів на тваринах у середині дев'яностих років в організм людини були імплантовані перші пристрої, здатні передавати біологічну інформацію від тіла до комп'ютера. За допомогою цих пристроїв вдалося відновити пошкоджені функції слуху, зору, а також втрачені рухові навички. В основі успішної роботи НКІ лежить здатність кори великих півкуль до адаптації (властивість пластичності), завдяки якому імплантований пристрій може слугувати джерелом біологічної інформації. Кільком групам вчених вдалося зафіксувати сигнали рухового центру мозку, використовуючи записи сигналів від груп нейронів, а також використовувати ці сигнали для управління зовнішніми пристроями. Серед них можна назвати групи, що очолювалися Річардом Андерсеном, Джоном Донахью, Філіпом Кеннеді, Мігелем Ніколеліс, Ендрю Шварцом.
На думку Ілона Маска, тісна взаємодія зі своїми смартфонами вже перетворила нас на кіборгів. Та ми не такі розумні, якими можемо бути, бо інформація від гаджета до нашого мозку доходить надто повільно. На думку Маска, об'єднати людей зі штучним інтелектом, — це найкращий варіант боротьби з останнім: «Злиття зі ШІ — це ідеальний сценарій, бо, як-то кажуть, приєднуйся, якщо не можеш перемогти.»
Перший в історії НКІ був створений Філіпом Кеннеді і його колегами з використанням електродів, імплантованих в кору головного мозку мавп. У 1999 році дослідники під керівництвом Яна Дена з Університету Каліфорнії розшифрували сигнали нейронів зорової системи кішки і використовували ці дані для відтворення зображень, що сприймалися піддослідними тваринами. У цих експериментах були використані електроди, вживлені в таламус (структура середнього мозку. За їх допомогою було досліджено 177 клітин в латеральному колінчастому тілі в таламусі і розшифровані сигнали, що приходять від сітківки. Кішкам демонстрували вісім коротких фільмів, протягом яких проводили запис активності нейронів. Використовуючи математичні фільтри, дослідники розшифрували сигнали для відтворення образів, які бачили кішки і були здатні відтворити впізнавані сцени і об'єкти, що рухаються. Схожі результати на людині були отримані дослідниками з Японії.
Для підвищення ефективності управління НКІ Мігель Ніколесіс запропонував реєструвати електричну активність одночасно за допомогою декількох електродів, імплантованих в віддалені області головного мозку. Під час перших досліджень на щурах, які в дев'яностих роках проводили Ніколеліс і його колеги, почалися аналогічні експерименти на мавпах. В результаті був створений НКІ, за допомогою якого сигнали нервових клітин мавп були розшифровані і використані для управління рухами робота.
Саме мавпи виявилися ідеальними піддослідними для такого роду робіт, оскільки у них добре розвинені рухові і маніпуляційні навички, і, відповідно, високо розвинені структури головного мозку, що відповідають за реалізацію моторних функцій.
До 2000 року група Ніколеліс створила НКІ, який відтворював рухи передніх кінцівок мавп під час маніпуляцій джойстиком або під час захоплення їжі. Дана система працювала в режимі реального часу і була використана для дистанційного керування рухами робота за допомогою інтернет-зв'язку. При цьому мавпа не мала можливості побачити руху власних кінцівок і не отримувала будь-якої іншої інформації для зворотного зв'язку.
Пізніше група Ніколесіса використовувала результати експериментів з макаками для створення алгоритму руху робота, що імітує рухи руки людини. Для управління рухами робота використовували інформацію, отриману при записі нейронної активності мавп після декодування. Мавпи були навчені вказувати на об'єкти на екрані комп'ютера, маніпулюючи джойстиком. Рухи кінцівок мавп-операторів були відтворені рухами робота.
У нейрохірургічному центрі в Клівленді в 2004 був створений перший штучний кремнієвий чип-аналог, який, в свою чергу, був розроблений в університеті Південної Каліфорнії в 2003. Кремній володіє можливістю з'єднувати неживу матерію з живими нейронами, а оточені нейронами транзистори отримують сигнали від нервових клітин, одночасно конденсатори відсилають до них сигнали. Кожен транзистор на чипі вловлює найменшу, ледве помітну зміну електричного заряду, яка відбувається при «пострілі» нейрона в процесі передачі іонів натрію. Нова мікросхема здатна отримувати імпульси від 16 тисяч мозкових нейронів біологічного походження і посилати назад сигнали до кількох сотень клітин. Враховуючи те, що при виробництві чипу нейрони були виділені з оточуючих їх гліальних клітин, то довелося додати білки, які «склеюють» нейрони в мозку, утворюючи додаткові натрієві канали. Збільшення числа натрієвих каналів підвищує шанси на те, що транспорт іонів перетвориться в електричні сигнали в чипі.

## Основні принципи

### Основи нейронауки
Складна мова мозку, що складається з електричних імпульсів потенціалів дій в нейронах нейронних ансамблів і нейронних мереж, являє собою основу для взаємодії з нейрокомп'ютерними інтерфейсами (НКІ). Ці інтерфейси декодують і інтерпретують нейронні сигнали, щоб полегшити зв’язок між мозком і зовнішніми пристроями.

#### Розуміння сигналів мозку

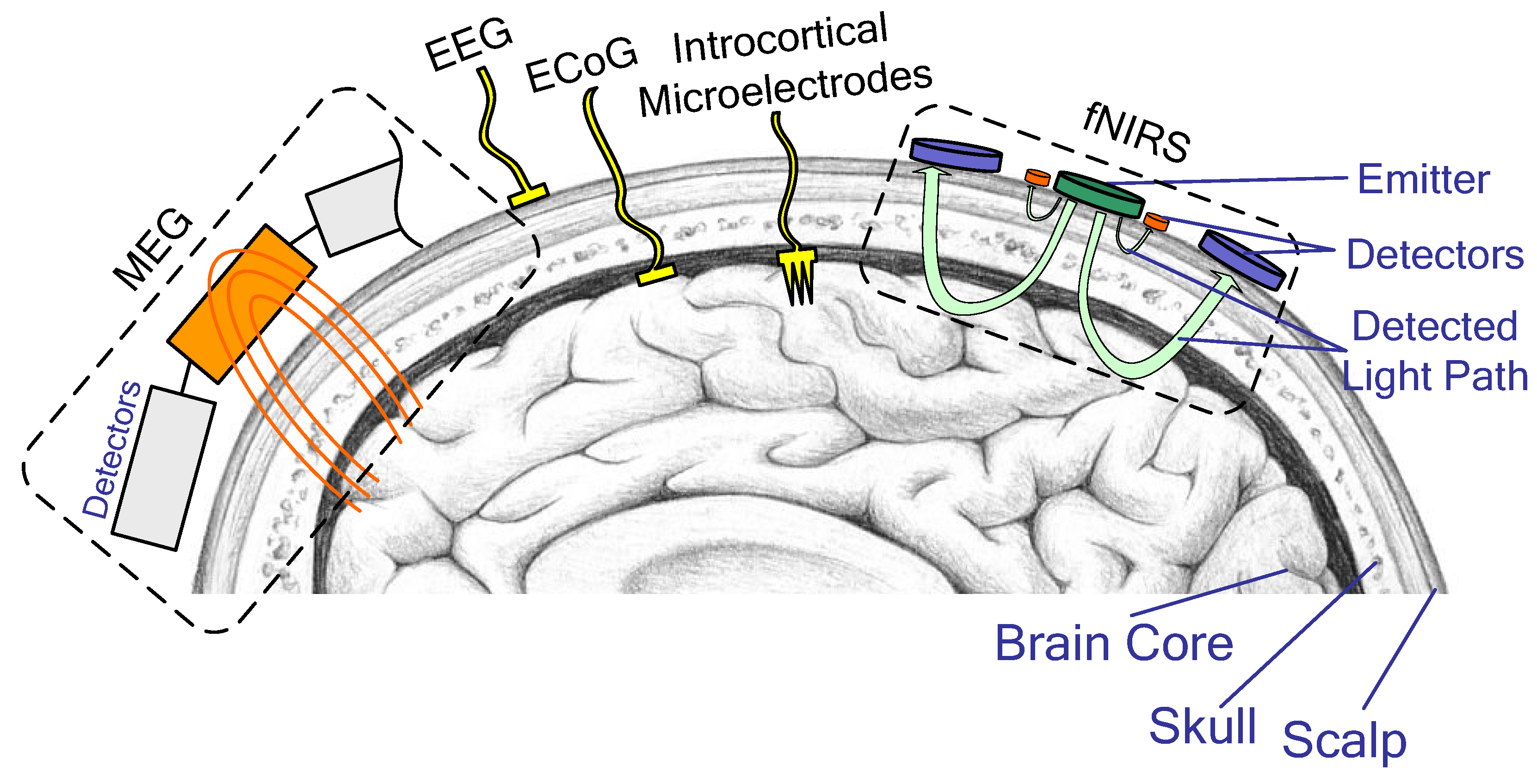
Типи датчиків для НКІ — інвазивний (IM), напівазивний (ECoG) і неінвазивний (МЕГ, ЕЕГ, fNIRS)

Нейронні сигнали, які зазвичай отримують за допомогою таких методів, як електроенцефалографія (ЕЕГ), магнітоенцефалографія (МЕГ) та функціональна ближньо-інфрачервона спектроскопія (fNIRS), дають змогу зрозуміти функціонування мозку. ЕЕГ, наприклад, фіксує електричну активність за допомогою електродів, розміщених на шкірі голови, виявляючи патерни, пов’язані з когнітивними функціями та станами, руховими намірами та сенсорними сприйняттями.

#### Нейрональний зв'язок і закономірності
Синхронізована активація нейронів генерує чіткі шаблони, які передають інформацію про рухові команди, сенсорні вхідні дані та когнітивні процеси. Розшифровка цих патернів передбачає вивчення фізіології нейронних ансамблів, картографування областей мозку, відповідальних за певні функції, та виявлення нейронних корелятів намірів або дій.

### Технологічні та інженерні аспекти

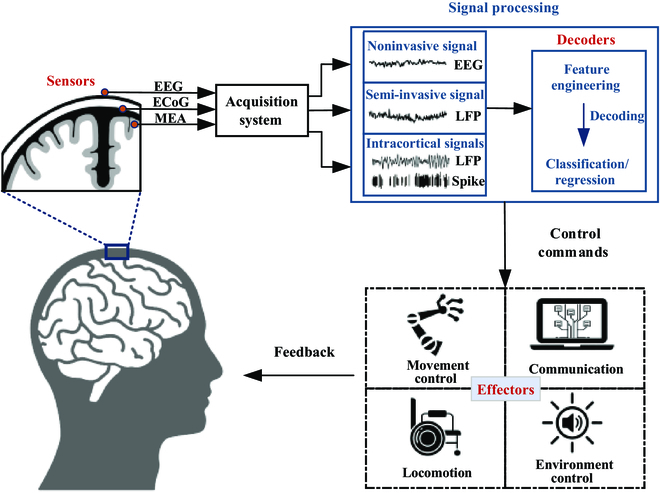
Загальна парадигма НКІ. Датчики збирають нейронну активність, а сигнали обробляються декодерами для керування зовнішніми пристроями, які також повертають зворотний зв’язок людині

#### Сенсорні технології
Удосконалення сенсорних технологій, включаючи матриці ЕЕГ високої щільності, функціональну ближньо-інфрачервону спектроскопію (fNIRS) та інвазивні нейронні імплантати, дозволяють фіксувати нейронні сигнали з різним ступенем просторової та часової роздільної здатності. Ці датчики пропонують уявлення про локалізовану мозкову активність і сприяють вилученню значущої інформації з нейронних сигналів.

#### Методи обробки сигналів

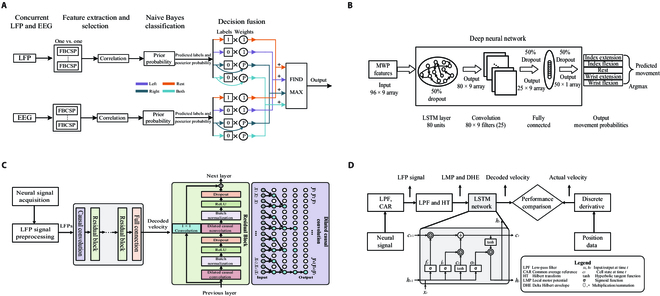
Архітектури для декодування нейронних сигналів

Складні алгоритми обробки сигналів, які часто ґрунтуються на машинному навчанні та розпізнаванні образів, використовуються для інтерпретації та декодування нейронних сигналів. Ці методи перетворюють необроблені нейронні дані в дієві команди або інформацію, забезпечуючи взаємодію в реальному часі між мозком і зовнішніми пристроями. Також, застосування штучного інтелекту може вдосконалити аналіз і декодування нейронної активності: за останнє десятиліття з’явився широкий спектр додатків НКІ за допомогою ШІ.

#### Апаратні компоненти
НКІ містять підсилювачі, аналого-цифрові перетворювачі та обчислювальні блоки, необхідні для отримання, обробки та передачі сигналу. Апаратні компоненти забезпечують точність сигналу, зменшують шум і сприяють бездоганній інтеграції між нейронними сигналами та керуванням пристроєм.

## Сучасність
Нейронні інтерфейси є основним елементом, який використовується для вивчення нейронних систем і покращення або заміни нейронних функцій спеціально розробленими пристроями. Перед інженерами стоїть завдання розробити електроди, які можуть вибірково записувати дані, щоб збирати інформацію про діяльність нервової системи та стимулювати певні ділянки нервової тканини для відновлення функцій цієї тканини. Матеріали, які використовуються для цих пристроїв, повинні відповідати механічним властивостям нервової тканини, в яку вони поміщені, і не пошкоджувати оточуюючі тканини.

### Компанії які розробляють НКІ

#### Blackrock Neurotech
Blackrock Neurotech, заснована в 2008 році, є провідною у світі платформою для технології НКІ, яка займає передові позиції в реалізації НКІ у людей. Blackrock є єдиною компанією у світі, яка має імплантований проникаючий масив із майже 100 електродами на пристрій, який уже дозволено FDA та використовується на людях. Деякі пацієнти навіть використовують кілька пристроїв.
На сьогоднішній день в усьому світі є 36 пацієнтів, які живуть з НКІ в голові, і 32 з них використовують технологію Blackrock.
«Десятки пацієнтів-людей наразі використовують наші імплантати та технологію, щоб безпосередньо своїм розумом досягати речей, які неможливо було уявити десять років тому, — сказав Маркус Герхардт, генеральний директор і співзасновник Blackrock. — Ми витратили більше десяти років на розробку нашої технології з кілька сотень провідних дослідницьких установ світу та понад 20 клінічних партнерських центрів».
Blackrock Neurotech запустила широкий спектр «перших» у застосуванні НКІ людини. Наприклад, перший, хто надав пацієнтам з тетраплегією можливість керувати роботизованими кінцівками безпосередньо з мозку та за допомогою нього; і перший, який дозволив пацієнтам з боковим аміотрофічним склерозом, навіть повністю замкнутим, знову спілкуватися за допомогою звукового заклинання, безпосередньо керованого їхнім розумом.
У листопаді 2022 року Blackrock представила свій новий НКІ наступного покоління під назвою Neuralace.
Відновлення пам’яті та зору, а також лікування розладів психічного здоров’я, таких як депресія, потребують НКІ, які можуть взаємодіяти з більшою кількістю нейронів, і це те, що новий НКІ від Blackrock призначений для вирішення.
Neuralace має понад 10 000 каналів, усі вони розташовані на гнучкому мереживному чіпі, тоншому за вію.
Blackrock зробить Neuralace доступним для дослідницького співтовариства нейронаук у 2024 році, а до 2028 року планує провести перші демонстрації НКІ як візуального протеза для людей.

#### Neuralink
Neuralink, заснована Ілоном Маском у 2016 році, є чи не найвідомішою компанією НКІ.
У листопаді 2022 року Ілон і команда Neuralink провели презентацію з оновленнями своєї дорожньої карти для підключення — і, зрештою, об’єднання — нашого розуму з машинами.
Під час презентації Ілон сказав, що перші 2 програми Neuralink НКІ будуть: (1) допомогти людям з паралічем ефективніше використовувати свої цифрові пристрої та (2) відновити зір у тих, хто втратив зір. Насправді команда показала відеодемонстрацію того, як НКІ Neuralink використовувався для стимуляції зорової стимуляції в мозку мавпи.
Поточна версія пристрою Neuralink під назвою Link має розмір приблизно чверть і містить близько 1000 електродів. Ці електроди, або канали, здатні записувати та стимулювати нейрони.
У 2020 році команда Neuralink продемонструвала живу свиню з імплантованим у мозок чіпом Neuralink, показуючи живі сигнали мозку, коли свиня йшла по біговій доріжці. А в 2021 році Neuralink висвітлив відео макаки, яка грає в понг без рук за допомогою свого Neuralink НКІ.
У листопаді 2022 року команда заявила, що працює над оновленою версією НКІ, яка буде приблизно такого ж розміру, але міститиме до 4000 електродів.
Одним із ключових нововведень, які Neuralink планує використовувати, є робот-хірург, який вставляє електроди в мозок через маленький отвір у черепі «так само легко, як хтось отримує операцію Lasik».
Ілон сказав, що компанія почала подавати документи для клінічних випробувань до FDA США, і він сподівається імплантувати НКІ Neuralink пацієнту через 6 місяців.

#### Paradromics
Paradromics має на меті створити НКІ наступного покоління, які допоможуть людям із розладами, починаючи від паралічу й закінчуючи вадами мовлення.
Імплантований пристрій компанії являє собою квадратний чіп розміром 1 см, який складається з 1600 платиново-іридієвих мікродротів, які виступають у вигляді масиву з одного боку чіпа.
Цей «мозковий чіп» розміщений у шарі між м’якою та твердою мозковою оболонками – захисними мембранами, які покривають мозок. Коли чіп поміщається в мозок, ці 1600 платиново-іридієвих мікропроводів проникають лише на 1,5 мм у глибину неокортекса.
Ці чіпи передають дані у верхній шар мозку та з нього, а потім транспортують дані до модуля, який імплантується прямо під шкіру на грудях суб’єкта. Оскільки все знаходиться просто під шкірою, ніхто не дізнається, що у вас імплантований мозковий чіп.
Ключовою особливістю платформи Paradromics є її масштабованість.
Станом на 2021 рік прототип пристрою компанії продемонстрував електричний запис із понад 30 000 електродних каналів у корі головного мозку овець.
НКІ від Paradromics наразі випробовується на вівцях і планує досягти людей наступного року, сподіваючись спочатку покращити життя людей із важким паралічем, відновивши спілкування за допомогою тексту, курсору та мови.

## Майбутнє
Футуролог Рей Курцвейл прогнозує, що на початку 2030-х років людство матиме безперебійне з’єднання з високою пропускною здатністю між мозком і хмарою.
Прогрес в інженерії нервової тканини також дозволить відновлювати та покращувати функції мозку.

## Застосування НКІ

### Медична реабілітація
Нейрокомп'ютерні інтерфейси — це системи, які забезпечують прямий шлях зв’язку між мозком і зовнішнім пристроєм. В останні роки НКІ стали перспективним інструментом у сфері реабілітаційної медицини..

#### Моторна реабілітація
Моторна (рухова) реабілітація спрямована на відновлення або покращення рухової функції в осіб із фізичними вадами, спричиненими неврологічними розладами, такими як інсульт, травма спинного мозку та черепно-мозкова травма. НКІ використовувалися для полегшення рухового відновлення за допомогою нервового зворотного зв’язку, функціональної електричної стимуляції (FES) і роботизованої терапії.

##### Нейрофідбек
Нейрофідбек передбачає моніторинг активності мозку в реальному часі для забезпечення зворотного зв’язку, який може допомогти пацієнтам навчитися регулювати свою нейронну активність. НКІ можуть бути використані для забезпечення такого зворотного зв’язку та продемонстрували потенціал у покращенні рухової функції у пацієнтів після інсульту.

##### Функціональна електростимуляція
Функціональна електростимуляція (ФЕС) включає застосування електричних струмів для стимуляції м’язів або нервів, що дозволяє рухатися особам з руховими порушеннями. НКІ можна використовувати для контролю систем ФЕС, дозволяючи пацієнтам ініціювати рух за допомогою сигналів свого мозку.

##### Робототехнічна терапія
У роботизованій реабілітації пацієнти взаємодіють із роботизованими пристроями, які забезпечують підтримку та допомогу під час рухових актів. НКІ можна інтегрувати з цими пристроями, щоб забезпечити контрольований мозком рух, що може покращити рухове навчання та відновлення, чи компенсувати функції.

#### Когнітивна реабілітація
Когнітивна реабілітація зосереджена на відновленні або покращенні когнітивних функцій в осіб з когнітивними порушеннями, спричиненими неврологічними розладами, такими як черепно-мозкова травма чи деменція. НКІ використовувалися для сприяння когнітивному тренуванню за допомогою нервового зворотного зв’язку та тренування пам’яті та уваги.

##### Нейрофідбек
Подібно до моторної реабілітації, нейрофідбек можна використовувати для покращення когнітивних функцій шляхом надання зворотного зв’язку щодо активності мозку в реальному часі. НКІ використовувалися, щоб допомогти пацієнтам регулювати свою нейронну активність, що може призвести до покращення когнітивних функцій.

##### Тренування пам'яті та уваги
НКІ можна використовувати для забезпечення зворотного зв’язку щодо завдань пам’яті та уваги, потенційно покращуючи когнітивне навчання. Включаючи НКІ в програми когнітивного навчання, дослідники прагнуть розробити більш ефективні заходи для людей з когнітивними порушеннями.

##### Тренування усвідомленості
Інтерфейси «мозок-комп’ютер» (НКІ) у поєднанні з обладнанням ЕЕГ демонструють багатообіцяючі результати в тренуванні усвідомленості, надаючи користувачам унікальні можливості саморегуляції розумових і емоційних функцій на основі зворотного зв’язку від активності їх власного мозку. Дослідження показує, що НКІ у поєднанні з мобільними та імерсивними технологіями можуть підтримувати усвідомленість як нову практику когнітивного, емоційного та метакогнітивного розвитку, пропонуючи проактивні стратегії для досягнення медитативних станів, відчуття благополуччя та максимізації продуктивності.
І навпаки, тренування усвідомленості може покращити ефективність взаємодії з нейрокомп'ютерним інтерфейсом.

#### Виклики та майбутні напрямки
Хоча НКІ обіцяють покращити результати реабілітації, залишається кілька проблем. Вони включають потребу в покращених методах обробки сигналів, зручному апаратному забезпеченні та індивідуальних протоколах навчання.
Крім того, необхідно розглянути етичні міркування, такі як можливість вторгнення в приватне життя та наслідки неналежного використання нейронних даних. (Див. Нейроетика)
Оскільки галузь НКІ в реабілітаційній медицині продовжує розвиватися, дуже важливо, щоб дослідники та клініцисти співпрацювали для розробки безпечних та ефективних втручань, які можна втілити в клінічну практику.

### НКІ і нейропротезування
Нейропротезування — область нейроінженерії, неврології та нейрореабілітації, що займається створенням і імплантацією штучних пристроїв для відновлення порушених функцій нервової системи або сенсорних органів (нейропротезів чи нейроімплантів). Прикладом нейропротезування є кохлеарний нейроімплант. Існує також нейропротез для відновлення зору, наприклад, імплантати сітківки.
Основна відмінність НКІ від нейропротезування полягає в особливостях їх застосування: нейропротез найчастіше «підключають» до нервової системи, в той час як НКІ зазвичай з'єднує мозок (або нервову систему) з комп'ютерною системою. На практиці нейропротез може бути приєднаний до будь-якої частини нервової системи, наприклад, до периферійних нервів, в той час як НКІ являє собою більш вузький клас систем, що взаємодіють з центральною нервовою системою.
Терміни нейропротезування і НКІ можуть бути взаємозамінними, оскільки обидва підходи переслідують одну мету — відновлення зору, слуху, рухових здібностей, здатності спілкуватися та інших когнітивних функцій. Крім того, в обох підходах використовуються аналогічні експериментальні методи, включаючи хірургічне втручання.

## В культурі
НКІ стали впливовим елементом культурного дискурсу, демонструючи потенційно трансформаційний вплив цієї технології на розвиток людської цивілізації. Від літератури та кіно до філософських дебатів, культурне відображення НКІ часто представляє оптимістичне бачення довгострокового суспільного прогресу, покращених людських можливостей і гармонійного співіснування з технологіями.

### Кіно та телебачення
Кіно та телебачення сприйняли концепцію НКІ по-різному, зокрема, як каталізатора позитивної трансформації. Наприклад, у фільмі «Зоряний шлях: наступне покоління» VISOR лейтенанта Джорді Ла Форджа — пристрій, що безпосередньо взаємодіє з його мозком — дозволяє йому сприймати ширший спектр світла, незважаючи на його сліпоту. У фільмі «Трансцендентність» свідомість головного героя переноситься в комп’ютер, який досліджує ідею безсмертя через НКІ. У мультсеріалі Еховзвід за допомогою нейрокомп'ютерного інтерфейсу здійснюється управління бойовими екзоскелетами під назвою Ехолети. У фільмі Тихоокеанський рубіж за допомогою нейрокомп'ютерних інтерфейсів команда з двох чоловік управляє гігантськими роботами для боротьби з прибульцями з іншого виміру. Відмінною особливістю НКІ в цьому фільмі є необхідність двох осіб для управління однією машиною. При цьому навантаження на мозок рівномірно розподіляється між двома пілотами.

### У філософсько-етичному дискурсі
НКІ викликали широкі філософські дебати щодо потенційного збільшення людських здібностей та поняття постгуманізму. Такі філософи, як Нік Бостром і Девід Пірс, стверджували, що НКІ можуть бути ключовими для переходу людства до стану підвищеного інтелекту та добробуту, що, можливо, забезпечить цивілізацію, яка триватиме мільйони років. Ці дискусії підкреслюють позитивний вплив НКІ на покращення когнітивних здібностей, емпатію та прийняття етичних рішень.

### У відеоіграх
Відеоігри зображують НКІ теж по-різному, зокрема, як інструменти для виховання глибокої емпатії та розуміння. У грі «Detroit: Become Human» персонажі використовують НКІ, щоб ділитися спогадами та досвідом, зміцнюючи емоційний зв’язок і взаєморозуміння. Це перегукується з потенційним реальним використанням НКІ для виховання емпатії та толерантності, підтримки згуртованості суспільства в довгостроковій перспективі.

### Громадське сприйняття та бачення майбутнього
Культурні образи НКІ суттєво сформували їх сприйняття громадськістю як інструментів суспільного прогресу та сталого розвитку. Ці уявлення заохочують оптимізм щодо розвитку людини, покращення спілкування та потенціалу полегшення та реабілітації від різноманітних вад. Крім того, вони підкреслюють обіцянку НКІ для сталого майбутнього, де технології та людство гармонійно переплітаються, прокладаючи шлях до цивілізації, яка може існувати мільйони років.

### Книги
- Brain-Computer Interface and Its Applications. / Chen Duo; Liu Ke; Guo Jiayang; Bi Luzheng; Xiang Jing (2023). Frontiers Research Topics. Frontier Media SA. ISBN 978-2-8325-1628-7.
- Translational brain-computer interfaces: From research labs to the market and back / Valeriani, Davide; Cecotti, Hubert; Thelen, Antonia та ін., (2023). Frontiers Research Topics. Frontiers Media SA. ISBN 978-2-8325-1764-2.
- Translational Brain-Computer Interfaces: from Research Labs to the Market and back. 2022-2023+ (pdf, epub, відкритий доступ). Frontiers in Neuroscience.
- Human Machine Interface-based Neuromodulation Solutions for Neurorehabilitation. 2021-2022. (pdf, epub, відкритий доступ). Frontiers in Neuroscience.
- Poli, Riccardo; Valeriani, Davide; Cinel, Caterina, ред. (2019). Brain-Computer Interfaces for Human Augmentation. Basel: Beijing. ISBN 978-3-03921-906-3.

### Журнали
- Brain-computer interfaces
- IEEE Transactions on Human-Machine Systems
- International Journal of Human-Computer Studies
- International Journal of Human-Computer Interaction
- IEEE Transactions on Neural Systems and Rehabilitation Engineering
- Journal of NeuroEngineering and Rehabilitation